# (24702) 1991 OR
1991 أو أر (ويعرف أيضًا باسم (24702) 1991 أو أر وفق تسمية الكوكب الصغير) (بالإنجليزية: 1991 OR)‏ هو كويكب ضمن حزام الكويكبات؛ وترتيبه 24702 من حيث الاكتشاف.
اكتُشف هذا الجُرم الفلكي بواسطة هنري هولت إي في 18 يوليو 1991.

## وصلات خارجية
- (24702) 1991 OR في قاعدة بيانات مختبر الدفع النفاث لأجرام النظام الشمسي الصغيرة

- الاكتشاف · مخطط المدار ·  العناصر المدارية · المعلمات المادية

- (24702) 1991 OR على موقع ويكي سكاي: DSS2, SDSS, GALEX, IRAS, Hydrogen α, X-Ray, Astrophoto, Sky Map, Articles and images